# 古柯鹼熊 (熊)
古柯鹼熊（英語：Cocaine Bear），又名巴勃羅·艾斯科熊（Pablo Eskobear、或拼寫艾斯科熊（Escobear））、簡稱可卡熊（Cokey the Bear），是一隻體重大約175磅（79公斤）的美洲黑熊，於1985年因過量服用古柯鹼而死亡。這些古柯鹼在當時被一群毒品走私犯丟棄在美國田納西州的荒野中。
這隻熊的遺體後來被發現於喬治亞州北部，經製成標本後展示於肯塔基州列剋星敦的一個商場。它成為2023年喜劇驚悚電影《可卡因熊》的靈感來源，也啟發了同年上映的紀錄片《可卡因熊：真實故事》的製作。

## 沿革
1985年9月11日，轉行成為毒品走私犯的前列剋星敦警察局的毒品緝私警察安德魯·C·桑頓二世，正進行將一批古柯鹼走私運入美國的行動。將貨物運送至喬治亞州布萊爾斯維爾後，桑頓與同夥比爾·萊昂納德（Bill Leonard）駕駛一架塞斯納404泰坦機起飛，並駛向田納西州諾克斯維爾方向。途中，他們將40個裝有古柯鹼的塑料容器丟棄於荒野中，隨後選擇放棄飛機並跳傘逃生。飛機最終在距離事發地點約60英里（97公里）的北卡羅來納州海斯維爾墜毀。桑頓在跳傘過程中未能成功打開降落傘而喪生。根據聯邦調查局的調查，桑頓丟棄貨物的原因是飛機超載，無法再繼續承載這些貨物。
1985年12月23日，喬治亞州調查局在森林裡發現一隻死亡的黑熊及40個打開的古柯鹼塑膠容器，經法醫驗證，確認黑熊的死因是攝入過量古柯鹼導致的藥物過量症狀。這些容器總共包含約75磅（34公斤）的古柯鹼，市值高達2000萬美元，相當於2023年的5670萬美元。當局到達現場時，裝有古柯鹼的的容器已被撕開，內容物散落一地。喬治亞州犯罪實驗室的首席法醫肯尼斯·阿隆索博士（Kenneth Alonso）表示，這隻熊的胃部「幾乎被古柯鹼填滿」，儘管他估計熊在死亡時只吸收了約3至4克古柯鹼。
為保存這隻熊的屍體，阿隆索博士將其製作為剝製標本，並將其交給查塔胡奇河國家娛樂區。然而該標本隨後失蹤，直到在一家當鋪重新出現。最終，這隻熊來到肯塔基州列克星敦的「肯塔基州為肯塔基州樂趣商場」公開展示。有人指出，列克星敦展示的熊並非在喬治亞州死亡的那隻，而是另一隻無關的熊，因為原熊已經分解。然而，商場堅稱展示的標本確是原熊。
根據熊擁有者的說法，古柯鹼熊有權在商場內主持合法婚禮，這是由於肯塔基州婚姻法中的一個漏洞。儘管這一說法只有部分真實，因為這隻熊並不具備主持婚禮的法定權利，但根據肯塔基州法律，如果當事人認為婚禮主持人擁有資格，州政府無法使婚禮無效。

## 流行文化
2019年12月，菲爾·洛德與克里斯多福·米勒宣布正在製作一部受「可卡因熊」啟發的電影，並由伊丽莎白·班克斯執導 。這部電影對事件進行了相當程度的改編2021年3月，環球影業宣布電影正在開發中，並確認由班克斯執導，班克斯、麥斯·漢特曼、洛德、米勒、阿迪亞·蘇德（Aditya Sood）和布萊恩·杜菲爾德擔任製片人該電影最終於2023年2月24日上映。與電影發行同時，Peacock平台也推出了一部名為《可卡因熊：真實故事》的紀錄片，講述了這隻熊的真實故事。